# Lijst van bekende paarden
Hieronder volgt een lijst van bekende paarden. Opgenomen zijn zowel echte als fictieve paarden.

## Racepaarden
- Affirmed - laatste winnaar van de Triple Crown of Thoroughbred Racing. Overleed in 2001.
- AP Indy - zeer succesvol volbloed racepaard.
- Barbaro - won in 2006 de Kentucky Derby.
- Julio Mariner - winnaar van de St. Leger-race in 1978.
- Kauto Star - Frans racepaard.
- Makybe Diva - Brits-Australisch racepaard
- Man o' War - volgens sommigen het beroemdste volbloed renpaard aller tijden, bekend uit het gelijknamige boek.
- Phar Lap - een van de grootste racepaarden uit de historie.
- Red Rum - het enige paard dat The Grand National drie keer won.
- Seabiscuit - bekend renpaard uit de jaren 30 van de twintigste eeuw, vereeuwigd in de gelijknamige film.
- Seattle Slew - heeft de Triple Crown of Thoroughbred Racing gewonnen.
- Secretariat - werd verfilmd en ook bekend als Big Red.
- Sunline - Nieuw-Zeelands renpaard.
- War Admiral - de zoon van Man o' War die dé tegenstander van Seabiscuit werd.
- Whistlejacket - racepaard van Sir William Middleton, 3de Baronet, bekend door het olieverfschilderij Whistlejacket van George Stubbs

## Dressuurpaarden
- Adel 357 - Friese hengst die met de Belgische Peter Spahn meedeed aan de internationale Grand Prix. Ook succesvolle dekhengst.
- Argus - van de Nederlandse amazone Anky van Grunsven.
- Bonfire - won met Anky van Grunsven vier Olympische medailles in Sydney (2000).
- Cocktail - Olympic Cocktail was een dressuurpaard van Anky van Grunsven.
- Donnerhall - was een befaamde Oldenburger dekhengst die met Karin Rehbein twee keer de ploegmedaille won tijdens wereldkampioenschappen dressuur.
- Fabiola - werd met Hannelore Brenner drie keer tweede tijdens de Paralympische Spelen.
- Gribaldi - de zwarte hengst die in 2008 werd uitgeroepen tot Trakehner van het Jaar.
- Guusje - Fjordenmerrie die samen met Jolanda Adelaar Z-dressuur heef gelopen. Voor een Fjord is dit een bijzondere prestatie.
- Legrande - werd met Lynn Al Redha eerste in de klasse medium tijdens de wereldkampioenschappen dressuur van de FEI (2012).
- Relevant - won zilver en brons met Lisa Wilcox, onder andere tijdens de Olympische Spelen in Athene (2004).
- Renoir-Unicef - won vele keren goud en zilver tijdens de CHIO Grand Prix in Aken (onder Ann Kathrin Linsenhoff).
- Salinero - succesvol dressuurpaard van Anky van Grunsven.
- Sandro Boy - werd wereldbekerwinnaar onder Marcus Ehning in 2006.
- Totilas - zeer succesvol dressuurpaard onder Edward Gal, op 13 oktober 2010 voor 10-15 miljoen euro verkocht aan Paul Schockemöhle.
- Valegro -  succesvol dressuurpaard van Britse topamazone Charlotte Dujardin.

## Springpaarden
- Almé Z - dit springpaard leverde een grote bijdrage aan het ras selle français. Hij was de vader van onder andere Galoubet A, Jalisco B, I Love You, Herban en Jolly Good.
- Baloubet du Rouet - won drie keer achtereen de wereldbeker (1998-2000) en won met het Franse team brons tijdens de Olympische Spelen van het jaar 2000 in Sydney.
- Big Ben -  nam driemaal deel aan de Olympische Spelen en heeft een standbeeld in Canada.
- Calle Cool - winnaar Duitse springderby onder Nisse Lüneburg in Hamburg, 2012.
- Caprilli - succesvol springpaard van de Nederlandse ruiter Gerard de Kruijff, in 1924 verkocht voor 20-25 duizend gulden, de hoogste prijs tot dan toe in Europa betaald voor een springpaard.
- Cento - wereldkampioen springen met Otto Becker in Leipzig, 2002.
- Classic Touch - goud onder Ludger Beerbaum tijdens de Olympische Zomerspelen in Barcelona, 1992.
- Cöster - Europees kampioen met Christian Ahlmann in 2003, won groepsgoud in 2005.
- Cumano - won goud onder Jos Lansink op de wereldkampioenschappen in Aken, 2006.
- Darco - Belgisch springpaard en dekhengst.
- Deister - succesvol Duits springpaard.
- Galoubet A - in 1977 was dit paard kampioen bij de vijfjarigen. In 1979 was hij de nationale kampioen in Frankrijk. Hij stond op de eerste en tweede plaats in 19 internationale concoursen, en was in 1982 lid van het Franse kampioensteam in Dublin. In 2002 was hij de bestbetaalde dekhengst in Amerika. Hij was de vader van de succesvolle paarden Baloubet du Rouet, Quick Star en Touchdown, welke laatste weer de vader was van goudwinnaar Liscalgot.
- Hickstead - bekend springpaard, won goud onder Eric Lamaze op de Olympische spelen in 2008.
- Huaso - dit paard sprong op 5 februari 1949 de hoogste hindernis tot nu toe, 2,47 m.
- I Love You - zoon van Almé Z, die de wereldbeker voor springen won in Wenen in 1983. Hij werd 'paard van het jaar' genoemd en had succesvolle nakomelingen.
- Jappeloup - won Olympisch goud in Seoul 1988 en teamgoud in bij de wereldkampioenschappen in 1990 in Stockholm.
- Lambrasco - winnaar van de Grand Prix van Aken onder Janne Friederike Meyer, 2011.
- Meteor - won brons onder Fritz Thiedemann tijdens de Olympische Spelen in Helsinki, 1952.
- Montender - bekend van de Olympische Spelen.
- Okidoki - won met Albert Zoer een gouden medaille op de Wereldruiterspelen in Aken, 2006.
- Quidam de Revel - won teambrons in Barcelona 1992 en wordt wereldwijd erkend als stamvader van uitstekende springpaarden.
- Quito de Baussy - won zes internationale medailles, waaronder individueel en teamgoud in Stockholm, 1990.
- Ratina Z - bekend springpaard.
- De Sjiem - springpaard van Jeroen Dubbeldam.
- Something - sprong in 1975 het verste tot nu toe: 8,40 m.
- Taggi - won groepsgoud onder Sören von Rönne tijdens de wereldkampioenschap in Den Haag, 1994.
- Weihaiwej - werd eerste in het solo- en groepsklassement springen met Franke Sloothaak in 1984.
- Zenith - zeer succesvol springpaard onder Jeroen Dubbeldam, is in 2000 Olympisch kampioen geworden.

## Overige sportpaarden
- Colonels Smoking Gun - ook wel Gunner genoemd, een beroemd westernpaard dat zowel uitblonk in reining als in cutting.
- Donato Hanover - draver, liep in 2007 een wereldrecord van 1.08.5.
- Enough Talk - draver, evenaarde in 2008 het record van Donato Hanover. Later dat jaar liep Enough Talk een nieuw wereldrecord van 1.07.9 (1:49:3).
- Giant Diablo - draver, deze merrie evenaarde het record van Donato Hanover in 2007.
- Hidalgo - endurancepaard uit de gelijknamige films uitgebracht in 1976 en 2004.
- Hollywood Dun It - legende in de western reining.
- Marius - eventingpaard dat goud won onder Hinrich Romeike tijdens de Olympische Spelen in Peking, 2008.
- Paledo - Gelderlander menpaard van IJsbrand Chardon.

## Paarden uit de fokkerij
- Byerley Turk - een van de 3 stamvaders van de Engelse volbloed, waarschijnlijk een Turkoman.
- Darley Arabian - Arabische fokhengst die stamvader is van de Engelse volbloed.
- Godolphin Barb - een Berber die ook een van de stamvaders van de Engelse volbloed is.
- Storm Cat - tijdens zijn leven de duurste dekhengst ooit: het kostte 500.000 dollar om een merrie door hem te laten dekken.

## Militaire en koninklijke paarden
- Barbary - de Berber van Koning Richard II van Engeland.
- Borysthenes - paard van de Romeinse keizer Hadrianus.
- Bucephalus - het paard van Alexander de Grote.
- Incitatus - het paard dat door de Romeinse keizer Caligula tot consul werd benoemd.
- Marengo - het paard van Napoleon.
- Sefton - Brits legerpaard.
- Warrior - belangrijk paard uit de Eerste Wereldoorlog.
- Wexy - paard van koning Willem II, dat gewond raakte in de Slag bij Waterloo.

## Paarden uit boeken, films en tv-programma's
- Amika - paard uit gelijknamige Vlaamse tv-serie.
- Berek - uit de serie The Rings of Power
- Bill the pony, Arod en Hasufel - uit de The Lord of The Rings films- en boekenreeks.
- Black Beauty - het zwarte paard uit het boek van Anna Sewell en uit verschillende film- en tv-producties. Zijn vriendjes waren Ginger en Merrylegs.
- Brego - paard van Aragorn in de trilogie In de ban van de ring en de afgeleide film The Lord of the Rings, genoemd naar koning Brego.
- Cisco - paard uit de film Dances with Wolves.
- Jager-paarden - uit de De Grijze Jager boekenreeks
- Joey - uit de film War Horse.
- Kleine Witje - Knabstrupper paard van Pippi Langkous.
- Mister Ed - het sprekende paard uit de gelijknamige televisieserie.
- Pie-O-My - renpaard van Ralph Cifaretto uit de serie The Sopranos.
- Pilgrim - uit de film The Horse Whisperer.
- Plotka - in het Engels Roach genaamd. Het geliefde paard van Geralt van Rivia in de Netflix-serie The Witcher.
- RimRock - uit de film The Horse Whisperer.
- Schaduwvacht - in het Engels Shadowfax, uit de trilogie In de ban van de ring en de afgeleide film The Lord of the Rings.
- Silver - paard van The Lone Ranger, een gemaskerde Texaanse Ranger die op zijn trouwe paard het kwaad bestrijdt.
- Snuitje - het paard van Henny Huisman.
- Tornado - het paard van Zorro.
- Trigger - het paard uit The Roy Rogers Show van de zingende cowboy-acteur. Dit paard viel voor dood neer toen een schot klonk. Toen Roy Rogers daarna floot, stond het paard weer op.
- White Feller - het paard van indiaan Tonto, gespeeld door Johnny Depp, in de film The Lone Ranger.
- Whitestar - uit de gelijknamige Nederlandse film. Wordt gespeeld door George van Britt Dekker.
- Zingaro - het bekende paard van Bartabas, die zijn paardenshow aan hem wijdde.

## Animatiepaarden
- Black, Black Minx, Flame & Satan - uit de boekenserie van Walter Farley met als hoofdpersoon Alec Ramsey.
- BoJack Horseman - het hoofdpersonage uit een Amerikaanse tragikomische animatieserie.
- Bullebeest - (Engels: Bullseye) paard van Cowgirl Jessie uit Toy Story 2.
- Frou Frou - paard uit De Aristokatten.
- Galupy - paardje van Didllina uit de verhalen van Diddl.
- Jolly Jumper - uit de Belgische stripreeks Lucky Luke, gecreëerd door Morris.
- Kapitein - uit de 101 Dalmatiërs.
- Karel Paardepoot - personage uit Donald Duck.
- Kleine Bliksem - het paard van Yakari.
- Lady - paard uit Duckstad.
- Maximus - paard uit Disney's Rapunzel.
- Meindert het Paard - figuur uit De Fabeltjeskrant.
- Pa Paardepoot - vader van Karel Paardepoot.
- Pegasus - vliegend paard uit Hercules.
- Penny - paard uit de stripreeks in het gelijknamige tijdschrift.
- Senior Martines - paard van Panchito Pistoles.
- Spirit - de mustang uit de gelijknamige DreamWorksfilm.
- Toran - de brumby uit de gelijknamige tekenfilmserie.

## Andere paarden
- Amerigo - sinds 1990 de schimmel van Sinterklaas.
- Big Jake - dit was het grootste paard ooit, een Vlaamse ruin met een schofthoogte van 2,10 m.
- Black Bess - het paard van struikrover Dick Turpin.
- Charly - het kleinste paard ooit, een Shetlander met schofthoogte 63 cm.
- Jasper - tot en met 1989 de schimmel van Sinterklaas.
- Kos met de Snor - het paard van het Land van Ooit.
- Kluger Hans - het paard waarvan beweerd werd dat hij kon rekenen.
- Ozosnel - sinds 2019 het paard van Sinterklaas.
- Peerd van Ome Loeks - symbool van de stad Groningen.
- Ros Beiaard - folkloristisch paard dat om de tien jaar uit gaat in Dendermonde.
- Saksenros - symbool van de Saksen.
- Siete Leguas -  favoriete paard van Pancho Villa.
- Slecht Weer Vandaag - het paard van Sinterklaas in de Vlaamse televisieserie Dag Sinterklaas.
- Sleipnir - het achtbenige paard uit de Noorse mythologie.